# Giovane Mario de Jesús
Giovane Mario de Jesús conocido simplemente como Giovane (Limeira, São Paulo, Brasil; 23 de marzo de 1998) es un futbolista brasileño que juega como mediocampista en el  Alagoinhas A.C.

## Trayectoria

### Inicios
Desde el año 2010 hasta mediados del 2018 hizo parte de las divisiones menores del Santos FC en su natal Brasil. En los últimos tres meses del año 2018 decide tomar nuevos rumbos y llegá a territorio colombiano donde entrena a manera de prueba con el equipo profesional del Atlético Nacional bajo las órdenes de su compatriota Paulo Autuori, a finales del mes de noviembre se concreta su vinculación de manera oficial al club verdolaga.

### Unión Magdalena
Pocos días después de que fichara con el Atlético Nacional el club antioqueño se ve envuelto en una polémica por lo que no podrá inscribir ningún jugador nuevo, por lo que las directivas deciden cederlo al Unión Magdalena para la temporada 2019.
Su debut profesional se dio el día 3 de marzo ante el Deportivo Pasto.
Su primer gol lo anotó el día 13 de marzo en la victoria 1-0 al ciclo bananero ante el Barranquilla FC en partido válido por Copa Colombia al minuto 88' del encuentro.

## Clubes
| Club                  | País     | Año             |
| --------------------- | -------- | --------------- |
| Unión Magdalena       | Colombia | 2019            |
| E.C Vitória           | Brasil   | 2020            |
| Portuguesa Santista   | Brasil   | 2020            |
| Esporte Clube Taubaté | Brasil   | 2021            |
| Alagoinhas A.C        | Brasil   | 2022 - presente |

## Estadísticas
| Club                       | Div.                | Temporada           | Liga  | Liga  | Liga  | Copa Nacional | Copa Nacional | Copa Nacional | Copa Internacional | Copa Internacional | Copa Internacional | Total | Total | Total |
| Club                       | Div.                | Temporada           | Part. | Goles | Asis. | Part.         | Goles         | Asis.         | Part.              | Goles              | Asis.              | Part. | Goles | Asis. |
| -------------------------- | ------------------- | ------------------- | ----- | ----- | ----- | ------------- | ------------- | ------------- | ------------------ | ------------------ | ------------------ | ----- | ----- | ----- |
| Unión Magdalena · Colombia | 1.ª                 | 2019                | 12    | 2     | 0     | 5             | 2             | 0             | -                  | -                  | -                  | 12    | 2     | 0     |
| Unión Magdalena · Colombia | Total               | Total               | 7     | 0     | 0     | 5             | 2             | 0             | 0                  | 0                  | 0                  | 12    | 2     | 0     |
| Total en su carrera        | Total en su carrera | Total en su carrera | 12    | 2     | 0     | 5             | 2             | 0             | 0                  | 0                  | 0                  | 12    | 2     | 0     |